# VSシステム
VSシステム（バーサスシステム、VSsystem）は、アッパーデック社から発売されているトレーディングカードゲームの一種。
アメリカンコミックを題材にしたTCGで、プレイヤーは様々なスーパーヒーローを率いて、相手勢力を打ち負かすことを目的としている。
日本語版はホビージャパンから発売されている。
ブースターおよびスターターは出版社別に売られており、スーパーマンのキャラとスパイダーマンのキャラが一緒に入っているような商品はない。
また、このゲームを題材にしたコンピューターゲームがコナミからアメリカで発売された。
2009年1月27日付で公式サイトにVSシステム生産終了が発表され、マーベルエボリューションがVSシステムの最後のエキスパンジョンとなった。

## 概要
アメコミの三大出版社であるマーベル、DC、ダークホースコミックスのヒーローたちを使ったトレーディングカードゲーム。大きな特徴としては色の概念が存在しないことと、チーム（他のTCGでいう「部族」)を重視していることがある。日本語版もホビージャパンから発売されていたが、販売不振により日本語版の発売は中止となった。

## カードの種類
キャラクターカード
アメコミの登場人物を表したカード。戦闘を行うクリーチャー的存在。大抵のキャラクターカードは「チーム」に所属しており、同じチームのキャラクターを支援したり、一緒に戦闘に参加できたりする。
ロケーションカード
アメコミの建造物を表したカード。リソース列からしか使用できない。場から離れるまで永続的に効果を発揮し続ける。
装備品カード
アメコミのアイテムを表したカード。キャラクターに「装備」させるカードである。
プロットツイストカード
アメコミの出来事を表したカード。手札からでもリソース列からでも使用できる。ほとんどのカードは効果が発揮されたら、捨てられるが、中にはロケーションのように永続的に効果を発揮するものもある。

## 主なチーム
- X-Men（人類とミュータントの共存を目指して結成されたヒーローチーム。アベンジャーズセット日本語版ではX-メンと表記された。）
- アベンジャーズ（邪神ロキの悪事の阻止をきっかけに結成されたヒーローチーム。中核メンバー以外の出入りが激しい。）
- ファンタスティック・フォー（ファンタスティック・フォーのオリジナルメンバーと、メンバー不足の際に一時的にチームに加入したヒーローが所属しているチーム）
- マーベルナイツ（デアデビルやパニッシャーなどのクライムファイター（＝犯罪者退治専門のヒーロー）が所属しているチーム）
- スパイダーフレンズ（スパイダーマンやその支援者が所属しているチーム）
- ブラザーフッド（マグニートーが結成した初代ブラザーフッド・オブ・イーブル・ミュータンツのメンバー、またはブラザーフッドの名前だけを借りたミュータント犯罪者集団が所属しているチーム）
- シニスター・シンジケート（スパイダーマンに登場するヴィランが所属しているチーム）
- DOOM（ドクター・ドゥームと彼の製作したロボット達、彼の協力者・共闘者が所属しているチーム）
- センチネル（ミュータントハンターロボットセンチネルと、センチネルを使いミュータント全滅を図る者が所属しているチーム）
- SKRULL（銀河３代列強種族の一つ。ほぼ完璧な変身能力を持ち、地球のヒーローの姿を借りて暗躍する。）
- NEGATIVE ZONE
- X-スタティックス（テレビスターとして超人犯罪者達と戦うことで富や名声を得ることを目的とするミュータントが所属しているチーム）
- クライム・ローズ（裏社会の大物として君臨する人物や、体術・銃火器類を用いる犯罪者が所属しているチーム）
- アンダーワールド（魔界の悪魔や、悪魔から与えられた力で犯罪を犯す者たちが所属しているチーム）
- スコードロン・スプリーム
- サンダーボルツ（バロン・ジーモの策略で、新たなヒーローチームとして世間に登場したマスターズ・オブ・イーブルの仮の姿。しかしバロン・ジーモの意に反し真のヒーローチームになる為に様々な行動を始める。）
- マスターズ・オブ・イーブル（バロン・ジーモが結成した超人犯罪者チーム。ジーモが姿を隠しているときには様々なヴィランたちがそのチーム名を借りてヒーロー達と戦いを繰り広げた。）
- カーン評議会（征服者カーンと彼の協力者が所属しているチーム）
- モーロックス（特異な容姿とミュータント能力のため、一般人にまぎれて生活することが出来ず、ニューヨークの地下に集まりひっそりと暮らす、はぐれミュータントが所属しているチーム）
- ヘルファイヤー・クラブ（政財界の有力者が集う社交クラブ「ヘルファイヤー・クラブ」の裏の顔。特殊能力と社会への影響力を駆使して世界支配を企む）
- HERALD OF GALACTUS（宇宙魔神ギャラクタスと彼の使者が所属しているチーム）
- KREE（銀河３代列強種族の一つ、スプリーム・インテリジェンスに管理された軍事国家。過去に地球に訪れ実験を行った結果INHUMANを誕生させた。）
- INHUMAN（KREEの実験によって誕生した超人類。テリジョン･ミストを浴びることで特殊能力を得る。）
- INFINITY WATCH（アダム・ウォーロックを中心に6つのインフィニティジェムを守護する6人のメンバーで構成されたチーム。マーベルユニバースセットではアイアンマンを中心に6つのインフィニティジェムを守護することになった秘密組織イルミナティのメンバーにこのチーム属性が与えられている。）
- HEROES OF THE EARTH（ロケーションカード「BATTLEWORLD」をリソース列から公開したプレイヤーがコントロールするキャラクターが得られるチーム属性）
- VILLAINS OF THE EARTH（ロケーションカード「BATTLEWORLD」をリソース列から公開したプレイヤーの対戦相手がコントロールするキャラクターが得られるチーム属性）
- MARVEL DEFENDERS（マーベルユニバースセットからはDEFENDERSと名称を変更）
- WILD PACK（小国シムカリアが国家事業としている傭兵組織「WILD PACK」のメンバーとその支援者が所属しているチーム）
- SHI'AR（銀河3代列強種族の一つ、X-MENにより帝国の危機を何度も救われておりX-MENとは親交が深い。）
- S.H.I.E.L.D.
- WEAPON X（カナダ政府の超人兵士製造計画「WEAPON X」を筆頭とした人為的な強化手術により誕生した超人兵士で構成されたチーム）
- WARBOUND（秘密組織イルミナティの決断で地球から追放されたが帰還を果たしたハルクと彼の協力者が所属しているチーム）
- ALPHA FLIGHT（カナダ政府が結成した超人ヒーローチーム）
- ATLANTIS（海底都市アトランティスの王ネイモアとその臣民が所属するチーム）
- INVADERS（第２次世界大戦時、ナチスの脅威に対抗するため結成されたヒーローチーム）
- ASGALDIAN（神々の国アズガルドの住民が所属しているチーム）
- PHALANX（外宇宙から襲来した機械生命体、有機生命体を取り込み同化する能力を持つ）
- UNITED FRONT
- NOVA CORPS
- X-FACTOR(ジーン・グレイの復活をきっかけにX-MENオリジナルメンバーが集結したチーム、政府機関との繋がりが強い)
- X-FORCE(ケーブルが押しかける形で指導者となったミュータントチーム"NEW NUTANTS"を改名したチーム)
- MARAUDERS(ミスター・シニスターが結成したミュータント殺戮集団)
- EXILES
- RUNAWAYS
- PURIFEIRS
- HORSEMEN OF APOCALYPSE（不死の魔人アポカリプスと彼により改造され黙示録の４騎士の名を与えられた者たちが所属しているチーム）
- STARJAMMERS（暴政を強いていた頃のSHI'ARに反抗するために、SHI'ARに拉致されたサイクロプスの父親が結成した宇宙海賊）
- ゴッサムナイツ（バットマンやその支援者が所属しているチーム。DCオリジンズではバットマンの親友ということでスーパーマンも所属していた。）
- ティーン・タイタンズ（スーパーヒーローのSIDE KICK（相棒）達が集まって結成した少年少女のチーム）
- フィアサム・ファイブ（ドクターライトが悪人の購読する新聞に求人広告を掲載してメンバーを募り結成したチーム）
- デスストローク（デスストローク一人しか存在しないワンマンチーム）
- リーグ・オブ・アサシンズ（ラーズ・アル・グールが率いる環境テロリスト集団デーモンの実行部隊）
- アーカム・インメイツ（バットマンに登場するヴィランが所属しているチーム）
- チーム・スーパーマン（スーパーマンやその支援者が所属しているチーム）
- ニュー・ゴッズ
- リベンジ・スカッド（スーパーマンに登場するヴィランが所属しているチーム）
- ダークシード・エリート
- グリーンランタン（ガーディアン・オブ・ギャラクシーにより結成された宇宙警備隊）
- エメラルド・エネミー（グリーンランタンに登場するヴィランが所属しているチーム）
- アンチ・マター
- マンハンター（グリーンランタン結成前にガーディアン・オブ・ギャラクシーが作り出した、ロボットの宇宙警備隊）
- JLA(銀河ヒトデ「スタロ」の襲来を察知したマーシャン･マンハンターの呼びかけで結成されたDCユニバース最強のヒーローチーム)
- JLI(アメリカ以外の国を拠点とするジャスティスリーグのメンバーが所属するチーム)
- インジャスティス・ギャング
- シークレット・ソサエティ
- クライシス(DCコミックスのクロスオーバータイトル「クライシス」シリーズに登場したキャラクターが所属するチーム)
- JSA
- シャドウ・パクト（魔力を駆使するオカルトヒーローが所属するチーム、ジャスティスリーグセット日本語版ではシャドー・パクトと表記された）
- チェック・メイト
- ヴィランズ・ユナイテッド（アース3のアレクサンダー・ルーサーが変装したレックス・ルーサーによって、手段を問わず集められた超人犯罪者集団「ザ・ソサエティ」をベースとするチーム）
- シークレット・シックス（超人犯罪者集団「ザ・ソサエティ」の行動を阻止するため、本物のレックス・ルーサーが結成した、6人の超人犯罪者チーム）
- スピード・フォース（フラッシュの光速移動の源である、スピード・フォースを利用することが出来る者達が所属しているチーム）
- ラン（ロケーションカード「ラン星」をリソース列から公開することでも、得ることが可能なチーム属性）
- サナガー（ロケーションカード「サナガー星」をリソース列から公開することでのみ、得ることが可能なチーム属性）
- LEGIONNAIRES（31世紀のスーパーヒーローチーム、LEGION OF SUPER HEROESが所属しているチーム）
- FUTURE FOES（LEGION OF SUPER HEROESの敵であるLEGION OF SUPER VILLAINS・FATAL FIVEなどの未来世界の犯罪者が所属しているチーム）
- BIRDS OF PREY
- OUTSIDERS
- FIFTH DIMENSION（5次元世界から現実世界に出没するキャラクターが所属しているチーム）
- THE ROGUES（フラッシュに登場するヴィランが所属しているチーム）
- DOOM PATROL
- B.P.R.D.（ヘルボーイやその支援者が所属しているチーム）
- THULESOCIETY（ヘルボーイのヴィランが所属しているチーム）

## 基本的なルール
- キーワード
  - ブースト（Boost）
  - 忠誠（Loyality）
  - 忠誠 - 公開式（Loyality - Reveal）
  - 二重忠誠（Dual Loyalty）
  - トランス（Transferable）
  - 回避（Evation）
  - コズミック（Cosmic）
  - コズミック - サージ（Cosmic - Surge）
  - 不死身（Invulnerability）
  - 潜伏（Concealed）
  - 潜伏 - 選択式（Concealed - Optional）
  - 意志力（Willpower）
  - コンストラクト（Construct）
  - 予備軍（Reservist）
  - リーダー（Leader）
  - 同盟（Ally）
  - フリー（Free）
  - バックアップ（Backup）
  - 復讐（Vengeance）
  - 身代わり（Substitute）
  - Insanity
  - Rally
  - Hunter
  - Shift

## エキスパンションリスト
- DCオリジンズ（英語）
- スーパーマン・マンオブスティール（英語）
- グリーンランタン（英語）
- ジャスティスリーグ（英語・日本語）
- インフィニット・クライシス（英語・日本語）
- リージョン・オブ・スーパーヒーローズ（英語）
- ワールズ・ファイネスト（英語）
- DCレジェンズ（英語）

DCコミックスはDCレジェンズ以降のライセンス更新を行わなかった、そのためDCコミックスエキスパンジョンはDCレジェンズが最後となった。
- マーベルオリジンズ（英語）
- ウェブ・オブ・スパイダーマン（英語）
- マーベルナイツ（英語）
- アベンジャーズ（英語・日本語）
- X-MEN（英語・日本語）
- ヘラルドオブギャラクタス（英語）
- マーベル・チームアップ（英語）
- マーベルレジェンズ（英語）
- マーベルユニバース（英語）
- マーベルエボリューション（英語）
- GIANT-SIZE VS.SYSTEM THE COMING OF GALACTUS（英語）

ギャラクタスの襲来をテーマに、ギャラクタスの使者対チームアライアンスという形式で1人対2人～4人の多人数プレイを楽しむための限定セット。そのため、このセット限定のルールが存在する。
- HELLBOY（英語）